# NGC 1286
NGC 1286 (również PGC 12250) – galaktyka soczewkowata (S0), znajdująca się w gwiazdozbiorze Erydanu. Odkrył ją Lewis A. Swift 10 listopada 1885 roku.